# UTC+11:30
UTC+11:30 — ныне неиспользуемый часовой пояс.

## Историческое использование
2 ноября 1868 года Новая Зеландия официально ввела стандартное время для всей страны и была первой страной, сделавшей это за 15 лет до США и Канады. Время основывалось на долготе 172° 30' к востоку от Гринвича, которое на 11 часов и 30 минут опережает время по Гринвичу. Этот стандарт был известен как новозеландское среднее время (NZMT). В 1927 году в Новой Зеландии стали использовать переход на летнее время UTC+12:00. Даты и разница во времени менялись несколько раз в течение следующих лет. В 1941 году Новозеландское летнее время было расширено чрезвычайными положениями на весь год. Окончательно в Новой Зеландии часовой пояс был отменен в 1945 году.
Также часовой пояс использовался на острове Норфолк ( Австралия)
Остров Норфолк стандартизировал свое время в 1901 году на 11 часов и 12 минут до среднего времени по Гринвичу (GMT), тогда мирового стандарта времени. До этого на острове использовалось среднее солнечное время, соответствующее его долготе. В 1951 году, чтобы соответствовать мировому стандарту, часы на острове были переведены на 18 минут до UTC+11:30. Этот часовой пояс действовал до 4 октября 2015 года, когда его отменили из-за проблем сообщения с континентом.